# Bord de mer au clair de lune
Bord de mer au clair de lune (en allemand : Küstenlandschaft bei Mondschein) est un tableau du peintre romantique allemand Caspar David Friedrich. 
Depuis 2000, à la suite d'un don de la Société des Amis du Louvre, il est conservé et exposé au Musée du Louvre, à Paris, au Département des Peintures, Aile Richelieu, 2e étage, salle E. 
Bord de mer au clair de lune est la deuxième œuvre de Caspar David Friedrich à entrer dans les collections du Musée du Louvre après l’acquisition en 1975 par le musée de Corbeaux sur un arbre.
Le tableau a été peint à la fin août 1818, à Dresde, où résidait Friedrich.

## Contexte de création de l'œuvre
En 1818, Caspar David Friedrich part en lune de miel sur les côtes de la Baltique, sa région natale, notamment dans les villes de Greifswald et Rügen, au nord de l’Allemagne. Il profite de ce voyage pour étudier les paysages de cette région. Il signe ainsi Étude de bateaux près de Vierow (en allemand : Schiffsstudien bei Vierow), un dessin daté du 31 juillet 1818, représentant les navires dans le port de Vierow à Brünzow. À la fin août 1818, de retour à Dresde, ville où il réside, Friedrich s’inspire de cette étude et peint Bord de mer au clair de lune.

## Description de l'œuvre
Dans une composition symétrique et linéaire, le tableau représente un paysage de bord de mer.
Au premier plan sont représentés des rochers immergés ainsi que des poteaux et filets de pêcheurs, au second plan, des voiliers se détachent sur l’océan, enfin à l’arrière plan, un ciel lumineux en opposition au premier et second plans laisse apparaître un croissant de lune qui semble éclairer l’ensemble de la scène.
Cette dualité lumineuse dans la composition se retrouve fréquemment chez Friedrich où le premier plan est souvent plus sombre que l’arrière plan.
Les nuances de couleurs font appel à des tons chauds : rouges, jaunes et bruns. Cependant Friedrich a également choisi des nuances verdâtres essentiellement présentes dans la représentation des éléments terrestres.

## Perception et interprétation de l'œuvre
Comme souvent chez Friedrich, ce paysage est porteur d’un message religieux et chaque élément de la composition de son tableau renvoie à une réalité tangible.
Le premier plan avec ses poteaux et ses filets renvoie au travail des pêcheurs et au labeur de l’Homme sur Terre. Le voilier échoué sur la grève, image d’un mort passée, rappelle la mort toujours imminente. Dans cette continuité sémantique, au second plan, les silhouettes des voiliers semblent noyées dans l’horizon et incarnent la fragilité des hommes face au monde et la condition humaine.
L’arrière plan, plus lumineux, renvoie à une existence divine, à un au-delà dépassant la condition humaine. La lune baigne la scène d’une lumière rappelant l’existence d’un divin et symbole de rédemption.
Dans Bord de mer au clair de lune, “L’homme, placé face à la nature, se trouve alors confronté à sa condition et à son devenir”. Cette composition et cette symbolique dichotomiques se retrouvent également dans Le Voyageur contemplant une mer de nuages (en allemand : Der Wanderer über dem Nebelmeer) l’un des tableaux les plus connus de Friedrich, également peint en 1818.
Par l’ensemble de son œuvre, et notamment dans Bord de mer au clair de lune, Friedrich a contribué à transformer le paysage en “motif de méditation religieuse” et à évoquer une certaine “tragédie du paysage”, une expression utilisée par le sculpteur français David D’Angers en découvrant le tableau La Mer de glace (en allemand : Das Eismeer).